# 김정우 (바둑 기사)
김정우(金正宇, 1964년 ~ )은 대한민국의 아마추어 바둑 기사로 명지대학교 바둑학과 교수이다.

## 약력
경성고 시절 1981년 학생왕위전 우승하여 이후 명지대학교 바둑학과 교수로 재직중 《끝내기의 가치》를 출간했다.